# Rabella de Faria
R.M. (Rabella) Wiersma-de Faria (Paramaribo, 16 maart 1960) is een Nederlands bestuurster, politica en onderneemster van Surinaamse afkomst. Sinds 27 juni 2024 is ze namens GemeenteBelangen Doetinchem wethouder van Doetinchem.

## Levensloop

### Opleiding
De Faria behaalde in 1977 haar mulo-B-diploma. Van 1977 tot 1978 ging zij naar de International School for Musical Entertainment. Van 1978 tot 1980 volgde zij een deeltijdstudie weg- en waterbouwkunde aan de hts. Van 1988 tot 1990 volgde zij een opleiding administratie op het mbo. Van 1991 tot 1992 studeerde zij rechten op de Open Universiteit. Tijdens haar loopbaan volgde zij diverse cursussen en trainingen.

### Maatschappelijke loopbaan
De Faria werkte van 1978 tot 1979 als grondstewardess op Vliegveld Zestienhoven. In 1979 was zij administratief medewerker op het consulaat van Koeweit en in 1980 secretaresse op de ambassade van Soedan. Van 1980 tot 1984 was zij secretaris op het honorair consulaat van Thailand. Van 1984 tot 1988 zorgde zij voor haar dochter.
De Faria was van 1988 tot 1991 actief als zelfstandig ondernemer werkzaam in de kleding. Van 1991 tot 2002 was zij actief als directeur en eigenaar in de luchtvaart. Van 2002 tot 2004 was zij politiek actief. Van 2004 tot 2007 was zij werkzaam als bedrijfsadviseur. In 2008 was zij werkzaam als contractbeheerder en van 2009 tot 2011 als personal assistant. Sinds 2011 is zij mantelzorger van een familielid. Van 2015 tot 2017 deed zij fondsenwerving en vrijwilligerswerk voor de Alpe d’HuZes. Van 2018 tot 2019 was zij opnieuw werkzaam als personal assistant.   
Ze was o.a. bestuurslid van de Stichting Belangen Bedrijven Luchthaven Rotterdam en VNO-NCW West kring Rotterdam, voorzitter van de Erasmus Discussieclub en kringlid van de Rechter Maasoever van de Kamer van Koophandel. In 1994 ontving ze de ondernemersprijs van Rotterdam Airport, ondernemerschap op hoog niveau. In 2001 werd zij verkozen tot "Zwarte Zakenvrouw van het jaar 2001".

### Politieke loopbaan
De Faria sloot zich in 2002 aan bij Leefbaar Rotterdam en Leefbaar Nederland. Na het vertrek van Pim Fortuyn bij Leefbaar Nederland in februari 2002 werd ze gezien als mogelijke lijsttrekker, maar ze kreeg een lagere plaats op de kandidatenlijst toebedeeld. Ze werd in maart 2002 voor Leefbaar Rotterdam gekozen in de gemeenteraad van Rotterdam en besloot zich terug te trekken van de lijst van Leefbaar Nederland. In april 2002 werd ze gepresenteerd als wethouder voor Veiligheid en Volksgezondheid en Emancipatie in een college van Leefbaar Rotterdam met het CDA en de VVD. Als bestuurder ging ze actief de wijken in en voerde ze een harde aanpak van criminaliteit.
Nadat het fractiebestuur van Leefbaar Rotterdam het vertrouwen in haar opzegde, stapte ze op 13 januari 2004 op. Volgens de partij kwam De Faria niet duidelijk naar voren in haar rol en functioneerde ze moeilijk tussen burgemeester Ivo Opstelten, hoofdcommissaris en OM in. Ze zou daarbij niet de resultaten halen die haar partij voor ogen had. De Faria werd opgevolgd door Marianne van den Anker. In 2014 was zij lijsttrekker van de Rotterdamse Ouderen Partij voor de gemeenteraadsverkiezingen van 2014.
Vanaf 2 juli 2020 was ze namens Gemeentebelangen Opmeer wethouder van Opmeer. Zij stond op nummer 49 van de kandidatenlijst van Code Oranje voor de Tweede Kamerverkiezingen van 2021. Op 26 mei 2022 nam zij afscheid als wethouder van Opmeer. Op 27 juni 2024 werd zij namens GemeenteBelangen Doetinchem tijdelijk wethouder van Doetinchem wegens ziekte van wethouder Patrick Moors.
- Gemeinsame Normdatei: 129917168
- Virtual International Authority File: 57704956
- WorldCat: E39PBJbGPYcMJ7WmFVBDKBfwmd